# Every Little Thing AUTUMN SELECTION
『Every Little Thing AUTUMN SELECTION』（エブリー・リトル・シング・オータム・セレクション）は、Every Little Thingの配信限定アルバム

## 解説
配信限定アルバムとしては2022年リリースの『Every Little Thing SUMMER SELECTION』より約2ヶ月振りのリリースとなる。
本作は『秋』をコンセプトに、1998年から2015年までに発表されたシングル、アルバムの中から選曲されあ楽曲が収録されている。
本作発売を記念して8thシングル「Time goes by」が1ヶ月限定でauスマートパス会員を対象に無料配信がなされた。

## 収録曲
1. 愛のカケラ
作曲：多胡邦夫 / 編曲：伊藤一朗、桑島幻矢
16thシングル。
資生堂「マシェリ」CMソング
2. きみの て
作詞：持田香織 / 作曲：HIKARI / 編曲：HIKARI & Every Little Thing
28thシングル。
ニベア花王「アトリックス うるおいパッククリーム」CMソング
3. 雨の鳴る夜、しずくを君に
作詞：持田香織 / 作曲：多胡邦夫 / 編曲：十川知司 & Every Little Thing
7thアルバム『Crispy Park』収録曲
4. MOON
作詞：持田香織 / 作曲：鈴木大輔 / 編曲：中尾昌文 & Every Little Thing
40thシングル。
5. spearmint
作詞・作曲：五十嵐充 / 編曲：五十嵐充 & Every Little Thing
36thシングル「DREAM GOES ON」のカップリング。
6. このは
作詞：持田香織 / 作曲：川江美奈子 / 編曲：村田昭
12thアルバム『Tabitabi』収録曲
7. azure moon
作詞：持田香織 / 作曲：HIKARI / 編曲：HIKARI & Every Little Thing
29thシングル。
日本テレビ系全国ネット「イッテQ!」3月エンディングテーマ
日本テレビ系全国ネット「音楽戦士 MUSIC FIGHTER」3月POWER PLAY
8. 冷たい雨
作詞：持田香織 / 作曲：五十嵐充 / 編曲：五十嵐充 & Every Little Thing / ストリングス＆木管アレンジ：弦一徹
37thシングル。
9. 空白
作詞：持田香織 / 作曲：井上慎二郎 / 編曲：井上慎二郎 & Every Little Thing
10thアルバム『ORDINARY』収録曲
10. ささやかな祈り
作詞：持田香織 / 作曲：多胡邦夫 / 編曲：expo & Every Little Thing
21stシングル。
テレビ朝日系「やじうまプラス」テーマソング
11. ハリネズミの恋 
作詞：持田香織 / 作曲：多胡邦夫 / 編曲：村田昭 & Every Little Thing）
45thシングル
メナード「フェアルーセント」CMソング
12. Time goes by
作詞・作曲・編曲:五十嵐充
8thシングル
フジテレビ系列木曜10時ドラマ『甘い結婚』主題歌。
TOYOTA「HILUX SURF SSR-V」CFソング
ソフトバンクモバイルCFソング（2012年）
エヌ・シー・ソフト ハートフルプライス（リネージュII・タワー オブ アイオン）CFソング（2012年)
13. 一日の始まりに...
作詞：持田香織 / 作曲：HIKARI / 編曲：HIKARI & Every Little Thing
25thシングル『また あした』収録曲
　ニベア花王「アトリックス」CFソング
14. アイガアル
作詞：持田香織 / 作曲：HIKARI / 編曲：HIKARI & Every Little Thing
42ndシングル。
フジテレビ系ドラマ「全開ガール」主題歌
15. また あした
作詞：持田香織 / 作曲：小幡英之 / 編曲：十川知司 & Every Little Thing
25thシングル
MBS・TBS系全国ネット ドラマ30「ピュア・ラブIII」主題歌
ノーベル製菓「はちみつきんかんのど飴」TV-CMソング